# ناتشو غاليندو
ناتشو غاليندو (بالإسبانية: Nacho Galindo)‏ هو كاتب أغاني ومغني مكسيكي، ولد في 1 مارس 1959.

## وصلات خارجية
- الموقع الرسمي